# Meresankh III
Đối với những người có cùng tên gọi, xem Meresankh.
Meresankh III là một côn nương, đồng thời là một vương hậu sống vào thời kỳ Vương triều thứ 4 trong lịch sử Ai Cập cổ đại.

## Gia đình
Meresankh III là con gái của thái tử Kawab và vương hậu Hetepheres II. Bà có ba người anh em trai là Duaenhor, Kaemsekhem và Mindjedef. Sau khi Kawab cha bà qua đời, Hetepheres II đã tái giá với Djedefre và được phong hậu, sinh được một người con gái là Neferhetepes. Tuy không phải là con gái do vua sinh ra nhưng Meresankh vẫn mang danh hiệu "Con gái của Vua" và "Vợ của Vua, Vương quyền vĩ đại".
Meresankh III sau đó đã kết hôn với pharaon Khafre, một người anh em với Kawab, Hetepheres II và Djedefre. Bà sinh được nhiều người con, nhưng không ai trong số họ trở thành người kế vị. Những người con bao gồm:
- Nebemakhet, tể tướng và là quan chánh án, vợ là phu nhân Nubhotep. Nebemakhet là chủ nhân của ngôi mộ mastaba Lepisus 12 (bỏ trống) và G 8172 (hay Lepisus 86). Tại hai ngôi mộ, vợ và các anh chị em của ông được nhắc trên đó[3][4][5].
- Duaenre, cũng là một tể tướng. Ông có lẽ là cha của tể tướng Babaef, người phục vụ dưới triều vua Shepseskaf. Duaenre được chôn cất tại ngôi mộ mastaba G 5110; một người con trai mất tên cũng xuất hiện trên mộ[6]. Duaenre cũng có mặt trên các phù điêu ở G 8172.
- Neuserre-ankh, quan giữ khố dưới triều Khafre, chủ nhân của ngôi mộ G 8140. Tên và danh hiệu của Neuserre cũng xuất hiện trên mộ của Nebemakhet và Meresankh III[7][8].
- Khenterka, được biết đến qua một phù điêu tại mộ của Meresankh. Ông được miêu tả là một đứa bé rất nhỏ đang đứng dưới chân mẹ mình[9][10].
- Ankhemre, xuất hiện trên một phù điêu vỡ tại mộ của Nebemakhet[11].
- Shepsetkau, "Con gái của Vua", được biết đến qua mộ của Nebemakhet[12].

## Qua đời
Meresankh III qua đời trước cả mẹ bà là Hetepheres II và được táng tại mastaba đôi G 7530 - 7540. Ngôi mộ này ban đầu có lẽ được dự tính dành cho Hetepheres II, nhưng bà đã để nó cho người con gái của mình, theo Reisner. Điều này cho thấy, cái chết của Meresankh đến một cách đột ngột.
Xương cốt của Meresankh được tìm thấy trong cỗ quan tài bằng đá granite đen mà Hetepheres dành cho con gái. Kết quả phân tích cho thấy, bà qua đời do một căn bệnh xoang ở độ tuổi 50 - 55.
Mộ của Meresankh sau đó được phát hiện bởi nhà khảo cổ George Reisner vào năm 1927. Những người con trai của bà xuất hiện nhiều trên các bức phù điêu. Đặc biệt trong số các vật thể tại G 7530 - 7540 là bức tượng Hetepheres II đang ôm Meresankh.